# سيد مكاوي
سيد محمد سيد مكاوي (8 مايو 1928 - 21 ابريل 1997) هو ملحن ومغني مصري، يلقب بشيخ الملحنين.

## حياته ونشأته
ولد سيد مكاوي لأسرة شعبية بسيطة في حارة قبودان بحي الناصرية في السيدة زينب في القاهرة في 8 مايو 1928. كان مكاوي كفيفاً وكان ذلك عاملاً أساسياً في اتجاه أسرته إلى دفعه للطريق الديني بتحفيظه القرآن فكان يقرأ القرآن ويؤذن للصلاة في مسجد أبو طبل ومسجد الحنفي بحي الناصرية.
ما إن تماثل مكاوي لسن الشباب حتى اتجه لتراث الإنشاد الديني من خلال متابعته للمنشدين والقراء الكبار مثل الشيخين إسماعيل سكر والشيخ مصطفى عبد الرحيم. كان يتمتع بذاكرة موسيقية قوية فما أن يستمع للدور أو الموشح لمرة واحدة فقط سرعان ما ينطبع في ذاكرته، كانت والدته تشتري له الاسطوانات القديمة من بائعي الروبابيكيا بالحي ليقوم بسماعها لتعطّشه الدائم لسماع الموسيقى الشرقية.

## مسيرته
وتعرّف فيمَا بعد على أول صديقين له في تاريخه الفني وهما الشقيقين إسماعيل رأفت ومحمود رأفت وكانا من أبناء الأثرياء ومن هواة الموسيقى وكان أحدهما يعزف على آلة القانون والثاني على آلة الكمان.
وكان لديهما في المنزل آلاف الأسطوانات القديمة والحديثة آنذاك من تراث الموسيقى الشرقية لملحني العصر أمثال داود حسني ومحمد عثمان وعبد الحي حلمي والشيخ درويش الحريري وكامل الخلعي وظل سيد مكاوي وصديقيه يسمعون يومياً عشرات الأسطوانات من أدوار وموشحات وطقاطيق ويحفظونها عن ظهر قلب ويقومون بغنائها.
كون سيد مكاوي مع الأخوين رأفت ما يشبه التخت لإحياء حفلات الأصدقاء وكان لحفظ سيد مكاوي لأغاني التراث الشرقي دوراً كبيراً في تكوين شخصيته الفنية واستمد منها مادة خصبة أفادته في مستقبله الموسيقي. كما كان لحفظه تراث الإنشاد الديني والتواشيح عاملاً مهماً في تفوقه الملحوظ في صياغة الألحان الدينية والقوالب الموسيقية القديمة مثل تلحينه الموشحات التي صاغها من ألحانه.

## مشواره الفني
كان سيد مكاوي في بدايته مهتماً أكثر بالغناء ويسعى لأن يكون مطرباً وتقدم بالفعل للإذاعة المصرية في بداية الخمسينات وتم اعتماده كمطرب بالإذاعة وكان يقوم بغناء أغاني تراث الموسيقى الشرقية من أدوار وموشحات على الهواء مباشرة في مواعيد شهرية ثابتة.
ثم تم تكليفه بغناء ألحان خاصة وذلك بعد نجاحه في تقديم ألحان التراث ولعل من مفارقات القدر أن تكون أول أغانيه الخاصة والمسجلة بالإذاعة ليست من ألحانه بل من ألحان صديقه الملحن عبد العظيم عبد الحق والأغنية هي (محمد). الأغنية الثانية كانت للملحن أحمد صدقي وهي أغنية (تونس الخضراء) وهما الأغنيتين الوحيدتين التي غناهما سيد مكاوي من ألحان غيره.
في منتصف الخمسينات بدأت الإذاعة المصرية في التعامل مع سيد مكاوي كملحناً إلى جانب كونه مطرباً وبدأت في إسناد الأغاني الدينية إليه والتي قدّم من خلالها للشيخ محمد الفيومي الكثير من الأغاني الدينية مثل (تعالى الله اولاك المعالي) و (آمين آمين) و (يا رفاعي يا رفاعي قتلت كل الافاعي) و (حيارى على باب الغفران) حتى توجها بأسماء الله الحسنى.
كما قدّم أغاني شعبية خفيفة مثل (آخر حلاوة مافيش كدة)و (ماتياللا يا مسعدة نروح السيدة). والأغنيتان للشاعر الراحل عبد الله أحمد عبد الله. وكانت بدايته مع الفنان محمد قنديل في أغنية (حدوتة) للشاعر صلاح جاهين رفيق كفاح سيد مكاوي.
وقدم سيد مكاوي بعد ذلك العديد من الألحان للإذاعة من أغاني وطنية وشعبية. فقدم مثلاً محمد عبد المطلب أغنيتي (إتوصى بيا)و (قلت لأبوكي عليكي وقالي) وكذلك أغنية (كل مرة لما أواعدك) والتي غناها سيد مكاوي في الثمانينات ونالت شهرة واسعة.
كانت بداية الشهرة لسيد مكاوي من خلال لحن لشريفة فاضل وهو (مبروك عليك يا معجباني يا غالي) واللحن الأشهر لمحمد عبد المطلب وهو (إسأل مرة عليّا) والذي دوى في جميع أنحاء مصر وسلط الضوء على ذلك الملحن الناشئ والذي تتجلى عبقريته في شدة بساطته وعمق مصريته والتي استمدها من المدرستين الموسيقتيين التين كان ينتمي إليهما ونهل من علمهما وهما مدرسة سيد درويش التعبيرية ومدرسة زكريا أحمد التطريبية وكان كثيراً ما يغني ألحانهما سواء في جلساته الخاصة أو حفلاته العامة وكان دائم الاعتراف بفضل سيد درويش وزكريا أحمد على الموسيقى وإن كان لم يعاصر الأول ولكن كانت تربطة صداقة بالثاني وهذا نوع من أنواع الوفاء النادر والذي قل في أيامنا هذه.
وبدأ تهافت المطربين والمطربات على الملحن سيد مكاوي كل يسعى للحصول منه على لحن فقدم:
- للمطربة الكبيرة ليلى مراد (حكايتنا إحنا الاتنين)
- للمطربة شادية (هوى يا هوي ياللي إنت طاير) و (همس الحب يا أحلى كلام).
- لشهرزاد (غيرك أنت ما ليش)
- لنجاة الصغيرة (لو بتعزني)
- ولصباح (أنا هنا يا ابن الحلال)
- لسميرة سعيد (بعديـن نتعاتب)
- للفنانة وردة الجزائرية مجموعة كبيرة من الأغاني الناجحة مثل أوقاتي بتحلو وقلبي سعيد وشعوري ناحيتك وياما ليالي وبحبك صدقني
- كما لحّن لأم كلثوم أغنية يا مسهّرني

انطلق الشيخ سيد مكاوي يصول ويجول بألحانه لكبار المطربين وكذلك للجيل الصاعد منهم آنذاك مثل المطربة فايزة أحمد حيث كان أول لحن تقدمه للإذاعة المصرية من ألحان سيد مكاوي وهو أغنية (يا نسيم الفجر صبح).
كانت الدراما والتمثيليات الإذاعية تتمتع بإقبال جماهيري كبير وتحظى بنسبة استماع كبيرة. وقد أقنع سيد مكاوي المسئولين بالإذاعة بضرورة تطوير شكل المسلسلات الإذاعية بعمل مقدمات غنائية لهذه المسلسلات فكان له الفضل الأول في وضع هذه القاعدة وقدم من خلالها عشرات المقدّمات الغنائية لمسلسلات شهيرة للفنان أمين الهنيدي ومحمد رضا وصفاء أبو السعود مثل مسلسل شنطة حمزة ورضا بوند وعمارة شطارة وحكايات حارتنا وغيرها الكثير. وقد راعى سيد مكاوي في تلحين هذه المقدمات أن يكون الغناء بشكل كوميدي ويتمتع بخفة ظل حيث كان هو شخصياً خفيف الظل ومن ظرفاء عصره وقد كانت هذه المقدمات من تأليف صديقيه الشاعران عصمت الحبروك وعبد الرحمن شوقي.
دأبت الإذاعة المصرية خلال شهر رمضان على تقديم حلقات المسحراتي وكانت تعهد لأكثر من ملحن لتقديم هذه الحلقات ومن الملحنين الذين سبق وأن شاركوا في تلحين المسحراتي أحمد صدقي ومرسي الحريري وعبد العظيم عبد الحق وكانوا يقدمونها على فرقة موسيقية وفي العام الذي أسندت الإذاعة لسيد مكاوي تلحين عدد من حلقات المسحراتي وأشترط أن يقوم هو بغنائها. وكم كانت دهشة المسئولين بالإذاعة كبيرة حين قرر الملحن سيد مكاوي الاستغناء نهائياً عن الفرقة الموسيقية وتقديم المسحراتي بالطبلة المميزة لتلك الشخصية وقدم سيد مكاوي ثلاث حلقات فقط مشاركة مع باقي الملحنين وفور إذاعة الحلقات الثلاث بأسلوب سيد مكاوي حتى حقّقت نجاحاً منقطع النظير مما حدا بالإذاعة في العام الذي يلية الي الاستغناء عن كل الملحنين المشاركين في ألحان المسحراتي وإسناد العمل كاملا لسيد مكاوي.
بدأ سيد مكاوي في تقديم المسحراتي مع الشاعر فؤاد حداد الذي صاغها شعراً. وظل يقدم المسحراتي بنفس الأسلوب حتى وفاته وهو أسلوب على بساطته الشديدة يعتبر بصمة فنية هامة في الكلمات ومحطة من المحطات اللحنية المتفردة في التراث الموسيقي الشرقي.
كما كان لسيد مكاوي الفضل الأول في وضع أساس لحني خاص لتقديم المسحراتي كان له أيضاً الفضل في وضع أساس لتقديم الأغاني الجماعية بالإذاعة حيث كان أول من لحن أغاني المجاميع وكان معروفاً أن كل ملحن يسعى لتقديم لحنه لأحد الأصوات الشهيرة الموجودة تحقيقاً للشهرة والذيوع ولكن سيد مكاوي وجد أن نصوص تلك الأغاني لا تحتاج لأصوات فردية فضحى بالشهرة في مقتبل عمره في سبيل تقديم اللون الغنائي الذي يراه مناسباً فقدم للشاعر الكبير محمود حسن إسماعيل أغنية جماعية هي (آمين آمين يا رب الناس) وكذلك أغنية (وزة بركات) وللشاعر القدير فؤاد قاعود أغنية (عمال ولادنا والجدود عمال) والأغنية الشهيرة (زرع الشراقي).
كان لسيد مكاوي اهتمام شديد بقضايا مصر وكذلك القضايا القومية للوطن العربي وشارك في الكثير من المناسبات القومية الهامة ففي أثناء عدوان 1956 على بور سعيد قدم سيد مكاوي أغنية جماعية كانت من عيون أغاني المعركة وهي أغنية (ح نحارب ح نحارب كل الناس ح تحارب).
وفي حرب 1967 قدّم سيد مكاوي عقب قصف مدرسة بحر البقر أغنية (الدرس انتهى لموا الكراريس) للفنانة شادية وعقب قصف مصنع أبو زعبل قدم أغنية جماعية هي (إحنا العمال إلي إتقتلوا) والأغنيتان للشاعر العظيم صلاح جاهين.
كما اشترك سيد مكاوي في بداية الستينات في الحفل الكبير الذي أقيم بأسوان احتفالا بالبدء في بناء السد العالي وتحويل مجرى نهر النيل وحضر الحفل الزعيم جمال عبد الناصر ورئيس الاتحاد السوفيتي نيكيتا خروشوف والرئيس السوري شكري القوتلي وكذلك نخبة من روّاد الفضاء الروس ومعهم الرائدة الشهيرة فالنتينا، حيث غنى سيد مكاوي أغنية ترحيب بأول رائدة فضائية من كلمات صلاح جاهين وهي أغنية (فالنتينا.. فالنتينا.. أهلا بيكي نورتينا) كما قدّم للشاعر فؤاد حداد (مصر مصر دايما مصر) وأغنية (مافيش في قلبي ولا عينية إلا فلسطين) وأثناء حرب السويس قدم لصديقه كمال عمار (يا بلدنا الفجر مادنة ونار بنادق).
اجتذب المسرح الغنائي هذا الملحن الموهوب. ففي عام 1969 كان بداية اشتراك سيد مكاوي بتقديم ألحانه للمسرح الغنائي والذي كان كثيراً ما يحلم به. فكان اشتراكه في أوبريت (القاهرة في ألف عام) والذي قدم على مسرح البالون من خلال الفرقة الغنائية الاستعراضية وكان اشتراكه بالألحان في هذا الأوبريت مع عباقرة وكبار ملحني هذا الوقت مثل محمود الشريف وأحمد صدقي وعبد العظيم عبد الحق ومحمد الموجي وكمال الطويل وقدم سيد مكاوي في هذا الاوبريت ستة ألحان وهي:
- لحن المماليك
- لحن بناء القاهرة
- لحن البياعين
- لحن عيد الفطر
- لحن الحاكم بأمر الله
- لحن يا مصر افتحي قلبك

وكان للنجاح المدوي لهذا الأوبريت ولتألق ألحان سيد مكاوي في هذا العمل أن أسند إليه المسئولين بمسرح البالون تلحين الأوبريت التالي منفرداً فكان أوبريت (الحرافيش) والذي حظي بإقبال جماهيري واسع النطاق وحقّق نجاحاً مشهوداً.
انطلق سيد مكاوي يصول ويجول في المسرح الغنائي فقدم على مدار السنين من الأعمال المسرحية الهامة دائرة الطباشير القوقازية –الصفقة –مدرسة المشاغبين –سوق العصر –هاللو دوللي – ولمسرح العرايس قيراط حورية – حمار شهاب الدين – الفيل النونو الغلباوي والليلة الكبيرة والتي سبق تقديمها في نهاية الخمسينات للإذاعة المصرية كصورة غنائية مدتها ثمانية دقائق فقط من إخراج عباس أحمد ثم أُعيد تسجيلها لمسرح العرائس وهذا الأوبريت حقق نجاحا غير مسبوق ما زال مدويا حتى الآن. كما قدم سيد مكاوي للإذاعة المصرية الكثير من ألحان الصور الغنائية والتي تعتبر لونا من ألوان المسرح الغنائي أيضا مثل (سهرة في الحسين) و (على دمياط) و (هنا القاهرة) وغيرها إلى جانب عشرات الألحان الإذاعية.
وكان هناك في أعمال سيد مكاوي الإذاعية محطتين هامتين يجدر التوقف عندهما نظرا للأهمية الشديدة لهما وكان يجب أن يدرسوا في المعاهد الموسيقية لاحتوائهما على الكثير من بدائع موسيقانا الشرقية
1. المحطة الأولى والتي صاغها شعرا صلاح جاهين ألا وهي (الرباعيات) والتي قدمت من خلال إذاعة صوت العرب في نهاية الستينات من إخراج أنور عبد العزيز وكانت تقدم في حلقات يومية وحققت شهرة واسعة وشيوعا كبيرا مما حدا بالمطرب علي الحجار إلى استئذان سيد مكاوي في إعادة تقديمها وقد وافق سيد مكاوي وتم إعادة تسجيلها بصوت علي الحجار.
2. المحطة الثانية هي حلقات نور الخيال وصنع الأجيال وهو ديوان شعري كامل للشاعر الكبير فؤاد حداد يصف فيها القاهرة العظيمة وما مر بها من أحداث عبر التاريخ حيث تم تقديمه من خلال إذاعة البرنامج العام خلال شهر رمضان عام 1968 من إخراج فتح الله الصفتي وهذا البرنامج له المقدمة الغنائية الشهيرة (أول كلامي سلام) وقام بغنائه سيد مكاوي في شكل الشاعر الراوي وقدم من خلال الثلاثين حلقة العديد من الأصوات الجديدة والمواهب الشابة آنذاك والتي شاركته في الغناء مثل ليلى جمال وزينب يونس ووجنات فريد وعبد الحميد الشريف وكان من أشهر أغاني سيد مكاوي والتي قدمت من خلال هذا البرنامج أغنية (الأرض بتتكلم عربي)و يعتبر هذا العمل عمل ملحمي مليء بالتراكيب اللحنية الشيّقة والمعقدة والمركبة ويعتبر مرجعا هاما لكافة الملحنين الجدد للاستفادة منة في كيفية التسلسل اللحني وحسن النقلات الغنائية وكان يجب أن يعتبر مرجعا موسيقيا هاما بمكتبة المعاهد والكليات الموسيقية.

لحّن سيد مكاوي أيضا لكوكب الشرق أم كلثوم وكان من أهمها أغنية (يامسهرني) وقدم أغنية (أوقاتي بتحلو) التي كان من المفترض أن تغنيها أم كلثوم قبل وفاتها إلى الفنانة وردة الجزائرية وقد أعطى ألحان إلى الفنان جورج وسوف الذي أبدع بها بشكل أبهر سيد مكاوي كأغنية الغالي التي ذاع صيتها.

## أعماله
مع الفنانة الكبيرة وردة الجزائرية
- 1976: أوقاتي بتحلو كلمات: عبد الوهاب محمد
- 1978: ولو إنك بعيد عني، كلمات: عصمت الحبروك
- 1980: قال إيه بيسألوني، كلمات: عبد الوهاب محمد
- 1981: قلبي سعيد، كلمات: عبد الوهاب محمد
- 1981: شعوري نحيتك، كلمات: عبد الوهاب محمد
- 1982: ياما ليالي، كلمات: محمود نواب
- 1983: بحبك صدقني، كلمات: عبد العزيز سلام
- 1983: يا ناس.. لامش كده، كلمات: محمود نواب
- 1983: العروسه، كلمات: محمود نواب
- 1990: ما تعوّدناش، كلمات: عمر الجبيلي
- 1990: والله وقدر الحب، كلمات: محمد حمزه

مع الفنانة الكبيرة سميرة سعيد
- 1988: بعدين نتعاتب، كلمات: سعود الشربتلي
- 1992: سوريا الغالية
- 1992: أبو الرجال

أيضاً من أعماله مع فنانين آخرين:
- (الأرض بتتكلم عربي)
- حلوين من يومنا
- عندك شك في أيه
- يارب بلدي والمجتمع والناس أشعار عبد السلام أمين وغناء سمير الإسكندراني
- حبيبي
- الليلة الكبيرة
- شاور لي
- كل الأحبة اتنين
- عطار
- رباعيات صلاح جاهين
- ليلة امبارح
- المسحراتي
- وحياتك يا حبيبي
- أنت واحشني
- أنا هنا يا ابن الحلال
- كدة أجمل انسجام
- بقى هي
- أوقاتي بتحلو (حفلة)
- يا حلاوة الدنيا
- يا مسلى
- دي مصر عايزة رجالة
- الله الله يا بدوي
- آخر حفلة
- يا مسهرني

هذا وبالإضافة إلى مجموعة من التسابيح التي نذكر منها سبحان الله ذكرت الله ويا من يلبي الندا.

## جوائز
- وسام العلوم والفنون من الدرجة الأولى

## روابط خارجية
- سيد مكاوي على موقع IMDb (الإنجليزية)
- سيد مكاوي على موقع ميوزك برينز (الإنجليزية)
- سيد مكاوي على موقع ميوزك برينز (الإنجليزية)
- سيد مكاوي على موقع ديسكوغز (الإنجليزية)